# 불신

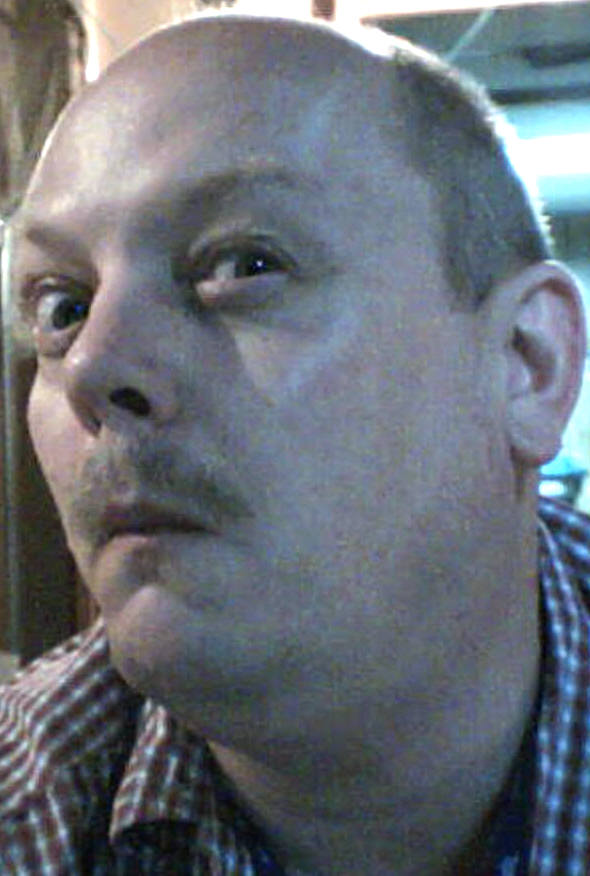

불신 (不信)은 큰 위험이 있거나, 깊은 의심의 상황에서 너무 많이 어느 한 쪽을 신뢰하지 않는 형식적인 방법이다. 이는 일반적으로 공민에서 분할 또는 힘의 균형으로, 또는 정치에서 조약 조건을 확인하는 수단으로 표현된다. 불신에 기반한 제도는 권력 분립이 작동 할 수 있도록 단순히 책임을 나눈다. "믿는다, 하지만 확인한다" 구는 확실히 불신과 관련 있다.

## 정부 시스템에서
선거제도는 필연적으로 불신에 바탕을 두고 있지만 불신에 바탕을 둔 것은 아니다. 당사자들은 시스템 내에서 경쟁하지만 시스템 자체를 전복시키거나 시스템을 통해 악의적인 이익을 얻기 위해 경쟁하지 않는다. 만약 그렇게 한다면 다른 사람들에게 쉽게 붙잡힐 것이다. 당사자들 사이에는 많은 불신이 존재하며, 바로 이것이 공식적인 불신 시스템을 마련하는 동기를 부여한다. 예를 들어, 국가 간에 적용되는 외교적 의정서는 사실상 "우리는 그 사람을 신뢰하지 않는다"라고 말하는 공식적인 반대와 같은 수단에 의존한다. 또한 엄격한 에티켓에 의존하는 경향이 있다. 각 개인의 습관을 불신하여 자신의 의도를 알리는 대신 민감한 사회적 환경에서 행동에 대한 글로벌 표준에 의존하는 경향이 있다.
이사회가 경영진으로부터 받은 보고서를 신뢰하지 않고 보고서를 조사하고 문제를 제기하며 주주 대 관리자를 대신하여 행동할 수 있는 권한이 있는 한 기업 거버넌스는 불신에 의존한다. 대부분의 미국 기업에서 그렇게 하는 일이 거의 또는 전혀 없다는 사실은 불신 관계가 무너졌다는 신호이다. 회계 스캔들과 회계 개혁 요구는 피할 수 없는 결과이다. 처음부터 공식적인 불신 조치를 취하는 것은 "시스템"에 대한 더 큰 신뢰 위기를 피하기 위한 것이다.

## 컴퓨터 과학 분야
컴퓨터 과학에서 정의된 프로토콜은 불신 자체에 대한 보다 공식적인 개념을 사용한다. 시스템의 서로 다른 부분은 서로를 "신뢰"하는 것이 아니라 특정 주장, 요청 및 검증을 수행하도록 되어 있다. 이러한 정보가 전달되면 오류에 대한 책임은 원래 정보를 보낸 부분이 아닌 시스템의 수신 부분에 있다. 하나의 프로그램 내에서 이 원칙을 적용하는 것을 계약 기반 설계라고 한다.

## 신경화학 연구
신경경제학은 경제학자들이 신뢰 실험 중에 생리학적 측정을 기록함으로써 인간이 다른 사람을 신뢰하거나 불신하는 이유를 이해하려고 시도하는 방법을 설명한다. 경제학자들은 신뢰게임을 통해 불신을 관찰하는 실험을 진행했다. 피험자들은 대가를 받을 것이라는 보장 없이 다른 익명의 피험자들에게 다양한 금액의 돈을 익명으로 기부하도록 요청받았다. 실험은 다양한 조건으로 진행되었으며 각 결정 후에 피험자의 DHT 수준이 측정되었다. 이 실험의 결과는 남성과 여성이 불신에 생리적으로 다르게 반응한다는 것을 보여준다. 남성의 디하이드로테스토스테론(DHT) 호르몬 수치가 높아지면 불신과 관련이 있다. 그러나 남성의 DHT 양과 불신에 대한 반응 사이의 상관 관계를 정확하게 밝히기 위해서는 더 많은 연구가 필요하다.

## 사회학 연구
건전한 의심과 경계를 뒷받침함으로써 불신이 항상 해로운 결과를 가져오는 것은 아니며 긍정적인 결과와 관련될 수 있다고 주장되어 왔다. 특정 작업에서 개인과 그룹의 속도와 성과를 높이는 것으로 나타났다. 불신은 일상적이지 않은(창의적이고 구조화되지 않은) 작업에서는 성능을 향상시키는 반면 일상적인(협력적, 구조화된) 작업에서는 성능을 저하시키는 것으로 경험적으로 나타났다.
석유 플랫폼, 투자 은행, 의료 수술, 항공기 조종 및 원자력 발전소와 같은 고위험 환경에 대한 연구는 실패 회피에 대한 불신과 관련이 있다. 비일상적인 전략이 필요할 때는 불신하는 사람이 더 나은 성과를 내는 반면, 일상적인 전략이 필요할 때는 신뢰하는 사람이 더 나은 성과를 낸다. 이 연구는 구드문드손(Gudmundsson)과 레히너(Lechner)에 의해 기업가적 기업으로 확장되었다. 그들은 창업 기업에서는 고위험 환경의 비일상적인 상황과 유사하게 실패의 전망이 항상 존재한다고 주장했다. 그들은 불신하는 기업가가 합리적인 작업 선택과 더 많은 분석을 통해 실패 회피를 강조하기 때문에 불신하는 기업가의 회사가 낙관적이거나 과신한 기업가의 회사보다 생존 가능성이 더 높다는 것을 발견했다. Kets de Vries는 불신하는 기업가가 외부 환경에 대해 더 경계한다고 지적했다. 따라서 불신하는 기업가는 부정적인 사건을 무시할 가능성이 적고 통제 메커니즘을 사용할 가능성이 더 높다. 따라서 구드문드손과 레히너에 따르면 불신은 더 높은 예방 조치로 이어져 기업가의 생존 가능성이 높아진다.

## 같이 보기
- 성실성
- 견유주의
- 혐오
- 인간혐오
- 원망
- 회의주의